# 대산동 교리댁
대산동 교리댁(大山洞 校理宅)은 대한민국 경상북도 성주군 월항면 대산리에 있는 조선시대의 건축물이다. 1983년 6월 20일 경상북도의 민속문화재 제43호로 지정되었다.

## 지정 사유
조선 영조 때 사간원 사간, 사헌부 집의 등을 지낸 이석구 선생이 지은 집이다. 교리댁이라 한 것은 홍문관 교리를 역임했기 때문이라 한다.
서향의 대문채를 들어서면 곧바로 사랑마당이 있고, 사랑 왼쪽에 서재가 있으며 뒤쪽에 사당이 있다. 안채는 중문채를 사이에 두고 사랑채와 떨어져 있다.
안채는 앞면 7칸·옆면 1칸 집으로 중앙에 2칸의 대청이 있고 대청 양쪽에 방이 2칸씩 있으며, 동쪽에 부엌이 배치되어 있다.
사랑채는 앞면 5칸·옆면 2칸 집으로 왼쪽 대청 2칸은 문을 달아서 자유롭게 열고 닫을 수 있게 하였다. 동쪽에 반칸 아궁이가 설치되어 있으며 뒷간, 다락 등이 있어 구성이 특이하다. 중문간은 중문과 사랑채 사이 공간에 담을 쌓아 내·외담을 만든 것이 흥미롭다. 원래는 안채의 남쪽에 중문채가 있었다고 한다.
전체적으로 튼 ㅁ자형을 이루고 있으며, 각 건물이 독립해 있는 것은 경상북도 지방에서는 보기 드문 예이다.

## 세부 내역
| 번호   | 사진 | 명칭            | 소재지                        | 관리자 (단체) | 지정일               | 참조 |
| 43-1호 |      | 안채 (안채)     | 경북 성주군 월항면 대산리 411 | 이태영        | 1983년 6월 20일 지정 |      |
| 43-2호 |      | 사랑채 (사랑채) | 경북 성주군 월항면 대산리 411 | 이태영        | 1983년 6월 20일 지정 |      |
| 43-3호 |      | 서재 (書齋)     | 경북 성주군 월항면 대산리 411 | 이태영        | 1983년 6월 20일 지정 |      |
| 43-4호 |      | 대문채 (대문채) | 경북 성주군 월항면 대산리 411 | 이태영        | 1983년 6월 20일 지정 |      |
| 43-5호 |      | 중문채 (중문채) | 경북 성주군 월항면 대산리 411 | 이태영        | 1983년 6월 20일 지정 |      |
| 43-6호 |      | 사당 (사당)     | 경북 성주군 월항면 대산리 411 | 이태영        | 1983년 6월 20일 지정 |      |

## 참고 문헌
- 대산동 교리댁 - 국가유산청 국가유산포털